# Strobilanthes nobilis
Strobilanthes nobilis är en akantusväxtart som beskrevs av C. B. Cl.. Strobilanthes nobilis ingår i släktet Strobilanthes och familjen akantusväxter. Inga underarter finns listade i Catalogue of Life.